# Kihnu
58°07′N 23°58′Ø / 58.117°N 23.967°Ø
Kihnu (svensk: Kynö) er en lille ø, der hører til blandt de mest traditionsrige steder i Estland. Øen er 7 km lang og 3,5 km bred. På øen gror der popler og enebærbuske. Der findes ræve, kaniner og forskellige fuglearter. Når Rigabugten fryser til om vinteren, vandrer vildsvin over på øen. Øen blev først opdaget omkring 1400-tallet.[kilde mangler]
Øen har 639 indbyggere (2004). Der er fire landsbyer: Lemsi, Linaküla, Rootsiküla og Sääre.

## Galleri
- Øens kirke
- Kihnu Fyr
- Ved stranden
- Gammelt bondehus på Kihnu

## Eksterne links
- Wikimedia Commons har flere filer relateret til Kihnu